# United States Post Office Canal Street Station
Le United States Post Office Canal Street Station, à l'origine connu comme Station B, est un bureau de poste historique situé à 350 Canal Street, au coin de Church Street dans Tribeca, un quartier de Manhattan, à New York. 

## Historique
Il a été construit en 1937, et conçu par l'architecte consultant Alan Balch Moulins pour le Bureau de la Supervision de l'Architecte du Département américain du Trésor.
Le bâtiment a deux étages de manière symétrique, habillée avec terra cotta panneaux avec un noir en terre cuite de base dans le style Moderne. Il dispose d'un cannelé en terre cuite de frise avec un finition en l'argent terni. 
Selon la LAA Guide de la Ville de New York, « l'encart des fenêtres en saillie sur Church Street, sont un merveilleux maniérisme ... [qui] donne l'allusion de balayer du regard la rue du nord et du sud, et ajouter de la plasticité à l'édifice ». L'intérieur dispose d'un bas-relief exécuté en 1938 par l'artiste Wheeler Williams et intitulé Indi Bowman.
Le bâtiment a été inscrite sur le Registre national des lieux historiques en 1989.